# Femme au corset rouge
La Femme au corset rouge est un tableau réalisé en 1880 par Adrien de Witte, peintre belge et professeur à l'Académie royale des beaux-arts de Liège. La peinture, classée Trésor par la Fédération Wallonie-Bruxelles, est considérée comme le chef-d'œuvre de l'artiste.

## Élaboration et genre artistique
De Witte exécute cette huile sur toile en 1880 à Rome,,, où il réside alors depuis un an comme boursier de la Fondation Darchis,. La peinture « donne à voir un de ses modèles favoris : Luisa Giardini »,, maîtresse de l'artiste durant son séjour romain. C'est probablement elle qu'il représente la même année dans un dessin au fusain rehaussé à la sanguine intitulé Luisa Luglio-Agosto,. Ce dessin sert ensuite de modèle pour une eau-forte, datée de 1902 et intitulée Torse de femme vu de dos, la tête dans l'ombre, tournée de trois quarts à gauche.
L'historienne de l'art Gaëtane Warzée considère que « le côté instantané auquel s’ajoutent les jeux d’ombres et de lumières confèrent au tableau un caractère impressionniste »,. Dans son œuvre de 1879 Femme accroupie, le torse nu, le peintre a déjà expérimenté avec la nouvelle technique impressionniste. Au moyen de celle-ci, il « ose, dans une ville peu accueillante aux beaux-arts et hostile aux mouvements d'avant-garde, son chef-d'œuvre », ce qui fait de la Femme au corset rouge « un événement dans l'art liégeois du XIXe siècle ».
En effet, « alors que nos peintres restaient à la remorque de l'évolution artistique, surtout centrée sur Paris, Adrien de Witte, avec cette œuvre, se mêle directement à la bataille impressionniste. Chez Nadar, en 1874, une première exposition réunit Monet, Renoir, Cézanne, Degas... Cette exposition, accueillie par des sarcasmes, constitue l'acte officiel de naissance du mouvement. En 1880, l'impressionnisme, toujours militant, n'avait pas encore triomphé ».
Gaëtane Warzée remarque également que de Witte dépeint cette jeune paysanne « dans la veine des femmes à leur toilette et autres scènes intimistes à la mode de son temps »,. En 1975, l'historien et critique d'art Jacques Parisse mentionne déjà la « poésie intimiste » qui se dégage de l'œuvre.

## Parcours de l'œuvre
La peinture est acquise par la ville de Liège au Salon de la Société royale des Beaux-Arts en 1921,. Elle entre donc dans les collections du musée des Beaux-Arts de Liège, comme le confirment le catalogue des collections publié par l'imprimerie Bénard en 1926 (no 504 d'inventaire) et le catalogue de l'œuvre d'Adrien de Witte qu'effectuent Charles Delchevalerie et Armand Rassenfosse en 1927. La peinture est déplacée au musée de l'Art wallon lors de sa création en 1952 (no 797 d'inventaire),. C'est la toile-vedette du musée et elle y reste jusqu'au moment où l'ensemble des collections des musées des Beaux-Arts et de l'Art wallon (regroupées depuis 2011 aux Beaux-Arts) est transféré au musée de La Boverie en 2016.

## Description
L'historienne de l'art Caroline Jamaer décrit l'œuvre en ces termes : « La jeune femme […] est occupée à se coiffer, son corset rouge accentue la cambrure de sa taille et à demi sa poitrine. […] Présentée de face, vue à demi-cuisses, la figure se détache sur un fond gris clair. L'attitude est naturelle, le geste asymétrique des bras réussi, le mouvement de la main gauche souple et gracieux, la tête se penche avec douceur, la poitrine est moins heureuse, par contre les hanches dessinent un bel arrondi. […] La couleur maîtresse est le rouge vivace qui met en valeur la carnation pâle de la jeune femme et la teinte blanche de la chemise. Il faut encore remarquer l'effet raffiné du contre-jour sur le visage, l'ombre des aisselles et des bras qui joue avec la lumière qui glisse sur le corps ».
Comme le remarque Gaëtane Warzée, l'artiste croque son modèle « sur le vif, et non durant la traditionnelle séance de pose. Le moment est dérobé à la jeune femme qui se rajuste dans une intimité des plus sensuelles : levant les bras pour mettre de l’ordre à sa coiffure, elle révèle involontairement le galbe de sa poitrine jaillissant de la chemise et du corsage à peine relacé »,.
Elle replace ensuite dans son contexte historique le port du corset en Italie, où « les femmes du peuple le portaient par-dessus leur chemise, au vu de tous. La couleur de la pièce de lingerie indiquait le statut social de celle qui l’arborait. Le rouge était réservé aux femmes mariées. Depuis le XVIIIe siècle, les représentations figurant des Italiennes vêtues de la sorte étaient légion, toutes écoles confondues. Tableaux d’histoire, scènes de genre et portraits de personnages typiques en costume traditionnel multipliaient les représentations en la matière »,.

## Réception critique
Cette toile, que l’ancien conservateur du musée du Louvre, René Huyghe, n’hésite pas à prétendre digne d’un tableau d’Edgar Degas,, est unanimement reconnue par les critiques d'art du xxe et du XXIe siècle comme le chef-d'œuvre d'Adrien de Witte. Différents extraits d'articles et ouvrages mentionnant le tableau sont listés par ordre chronologique ci-dessous :
- Charles Delchevalerie en 1927 : « Et s'il [Adrien de Witte] triomphe dès ce moment par la science de la ligne, acquise au prix de tant d'études et d'observations, son sens de la couleur n'est pas moins raffiné dans sa subtile justesse et sa sobriété : son tableau des Lessiveuses, du Musée de Bruxelles, et sa magistrale étude du Musée de Liège, la Femme au corset rouge, pour ne citer ici que ces deux œuvres, sont à cet égard des documents d'une rare éloquence »[19].
- Jules Bosmant en 1930 : « De Witte, en 1870, n'avait que vingt ans et son œuvre tenait dans trois peintures et quelques dessins ; mais en 1880, il avait déjà peint, entre beaucoup d'autres, sa Femme au corsage noir, sa Lessiveuse, les Lavandières du Musée de Bruxelles, et ce fameux Corset rouge dont l'éternelle jeunesse émerveille les visiteurs du Musée de Liège »[20].
- Charles Delchevalerie, à nouveau, en 1949 : « À trente ans surgit la merveille de la Femme au corset rouge, qui a droit à une place de choix dans n'importe quel musée »[21].
- Léon Koenig en 1951 : « Allons à la Femme au corset rouge du musée de Liège, et à ce rouge noyé, modulé, qui est le thème, le prétexte de la toile, il a si bien marié le tout que cette couleur, dangereuse et magnifique en même temps, n’impose pas à l’ensemble un règne tyrannique ; la ligne même, le geste des bras, l’arrondi des hanches, la tête penchée avec douceur, contribue à l'enveloppement calme, à l’atmosphère sereine mais forte et bien assise de l’œuvre »[22].
- Jacques Parisse en 1975 : « […] la célébrité (légitime) qu'atteint le fameux Corset rouge, sublime hommage rendu à la femme, œuvre de vérité et d'harmonie qui baigne dans une douce lumière rouge ocrée, dans laquelle la ferme inscription des bras, la tête appliquée à retrouver l'habitude quotidienne du geste concourent à donner, à cette toile peinte par un jeune artiste de trente ans, sa suavité, sa poésie intimiste »[14].
- Françoise Dehousse et Maurice Pauchen en 1984 : « La Femme au corset rouge frappe par sa présence extraordinaire, faite de naturel dans l'attitude, d'audace dans le coloris, de lumière triomphante. Que le titre ait été choisi par l'artiste ou imposé par la tradition importe peu. L'essentiel réside bien dans ce corset rouge qui accentue la cambrure de la taille, met en valeur le torse pâle du modèle, dégage à moitié sa poitrine et souligne le rythme ternaire de la composition. Poésie du quotidien, parfum de la femme : tout est dit dans cette œuvre où audace et vigueur se côtoient »[13].
- L'historien de l'art David Bronze en 2001 : « La Femme au corset rouge […], véritable chef-d'œuvre de mesure et de simplicité, fait aussi la preuve d'un coloriste particulièrement raffiné »[23].
- En 2001, Caroline Jamaer estime que « c'est surtout dans l'audace du coloris, l'harmonie des tons et les effets d'ombre et de lumières que le tableau est remarquable »[8].
- En 2016, Gaëtane Warzée considère que « la simplicité même de la composition et l’économie de la palette suffisent à lui conférer le statut d’une œuvre de tout premier ordre »[6],[7]. Elle ajoute que « le trait de génie d’Adrien de Witte est de n’avoir retenu que le détail du fameux vêtement [le corset], ainsi sublimé et devenu le sujet essentiel de la composition » et que « le tout est peint avec finesse et sensualité, sans vulgarité aucune »[6],[7].

Dans un autre registre, Jacques Parisse remarque que l'artiste peintre a « injustement et doublement » souffert de la célébrité de la présente œuvre et de sa réputation d'aquafortiste. Il estime que de Witte « mérite mieux que de se voir réduit à n'être le créateur que d'une seule œuvre, si belle soit-elle ».

## Expositions
- 1920 : Salon de la Société royale des Beaux-Arts, du 19 juin au 25 juillet, Palais des Beaux‑Arts du parc de la Boverie, Liège[24],[25].
- 1927 : Exposition d'ensemble de l'œuvre d'Adrien de Witte (dans le cadre du Salon de la Société royale des Beaux-Arts), du 28 mai au 28 juin, Palais des Beaux‑Arts du parc de la Boverie, Liège[24],[25] ; Äldre och Nyare Belgisk Konst, du 9 au 28 septembre, Liljevalchs konsthall, Stockholm[24],[25].
- 1939 : Cent ans d'Art wallon (exposition organisée à l'occasion du 100e anniversaire de l'Académie royale des Beaux-Arts), du 8 juillet au 24 septembre, musée des Beaux-Arts, Liège[24],[25].
- 1940 : Les chefs-d'œuvre du Musée de Liège, du 9 mars au 15 avril, musées royaux des Beaux-Arts, Bruxelles[24],[25].
- 1949 : Luikse kunstenaars van heden, du 30 avril au 15 mai, Prinsenhof, Groningen (catalogue no 26)[24],[25] ; Artistes wallons, L'Émulation, Liège[24],[25].
- 1950 : La peinture belge contemporaine, du 22 juin au 21 octobre, musée des Beaux-Arts, Lyon[24],[25] ; Rétrospective Adrien de Witte, du 14 octobre au 12 novembre, musée des Beaux‑Arts, Liège[24],[25].
- 1964 : 125e anniversaire de l'Académie royale des Beaux‑Arts, du 11 avril au 10 mai, musée des Beaux-Arts, Liège[24],[25].
- 1984 : Le Nu dans les collections du Musée de l'Art Wallon, musée de l'Art wallon, Liège (catalogue no 4)[24],[25].
- 1987 : Œuvres du Musée de l'Art wallon et du Cabinet des Estampes, du 20 novembre au 28 février 1988, Liège[24].
- 2001-2002 : Vers la modernité : le XIXe siècle au pays de Liège, du 5 octobre 2001 au 20 janvier 2002, musée de l'Art wallon et salle Saint-Georges, Liège (catalogue no 73)[8].
- 2006 : After Cage - 24 collections en mouvement, du 24 juin au 20 octobre, musée d'Ansembourg, Liège[24].
- 2008 : Six Maîtres de la peinture liégeoise, du 20 juin au 15 septembre, musée de l'ancienne abbaye de Stavelot, Stavelot[24].
- 2018-2019 : Liège. Chefs-d'œuvre, du 21 décembre 2018 au 18 août 2019, musée de La Boverie, Liège[24],[26].

## Protection et classement
Le tableau est classé en tant que Trésor par la Fédération Wallonie-Bruxelles depuis le 14 mars 2014. Les biens classés, comme cette toile, ne peuvent être transformés, restaurés ou déplacés sans autorisation préalable. Le Gouvernement exerce un contrôle sur l’état et sur les conditions de conservation des biens classés. Ils ne peuvent pas sortir définitivement du territoire de la Fédération Wallonie-Bruxelles.